# Kurt von Tippelskirch
Kurt Oskar Heinrich Ludwig Wilhelm von Tippelskirch (9 oktober 1891 - 10 mei 1957) was een Duitse officier en General der Infanterie tijdens de Tweede Wereldoorlog. Hij voerde het bevel over verschillende legers en de Heeresgruppe Weichsel. Hij gaf zich op 2 mei 1945 over aan het Amerikaanse leger. Tippelskirch schreef verschillende boeken, zoals de Geschiedenis van de Tweede Wereldoorlog (1951).

## Militaire carrière
- General der Infanterie: 27 augustus 1942[5][3] (RDA van 1 februari 1942)[6][4]
- Generalleutnant: 1 juni 1940[6][3][5][4]
- Generalmajor: 1 april 1938[6][3][7][4]
- Oberst: 1 maart 1935[6][3][4]
- Oberstleutnant: 1 februari 1933[6][3][4]
- Major: 1 februari 1930[3] (RDA vanaf 1 april 1928)[6]
- Hauptmann: 20 juni 1918 (Patent vanaf 20 juni 1918)[3]
- Oberleutnant: 3 september 1919 (Patent vanaf 18 juni 1915)[3]
- Leutnant: 20 maart 1911 (Patent vanaf 24 juni 1909)[6][4]
- Fähnrich: 24 juni 1909 - 3 maart 1910[6][3][4]
- Kadett:[4]

## Onderscheidingen
- Ridderkruis van het IJzeren Kruis met Eikenloof (nr.539) op 30 juli 1944[5][3] als General der Infanterie en plaatsvervangend commandant van het 4e Leger[8][6][4][9]
- Ridderkruis van het IJzeren Kruis (nr.683) op 23 november 1941[5][3] als Generalleutnant en Commandant van de 30e Infanteriedivisie[8][6][4][9]
- IJzeren Kruis 1914, 1e Klasse[5] (20 december 1919)[4][6][8] en 2e Klasse[5] (18 november 1914)[4][6][8]
- Herhalingsgesp bij IJzeren Kruis 1939, 1e Klasse (31 mei 1940)[4][6][8] en 2e Klasse (30 september 1939)[4][6][8]
- Gewondeninsigne 1918 in zwart[8][6][4]
- Erekruis voor Frontstrijders in de Wereldoorlog[8][6][4]
- Medaille Winterschlacht im Osten 1941/42[8][6][4]
- Anschlussmedaille met gesp „Prager Burg"[8][6][4]
- Medaille ter Herinnering aan de 13e Maart 1938[8][6][4]
- Demjanskschild[4]
- Ereridder in de Hospitaalorde van Sint-Jan[4]
- Hij werd genoemd in het Wehrmachtsbericht. Dat gebeurde op:
- 3 april 1944, citaat Wehrmachtsbericht:[6][4]
- „Tussen de Dnjepr en Tichauffy hebben troepen onder commando van Generaal der Infanterie von Tippelskirch en Generaal der Artillerie Martinek in 7 dagen met zware strijd vijandelijke doorbraken voorkomen van 17 infanterie divisies, een gemotoriseerde en 2 gepantserde brigades, en daarmee een uitstekend defensief succes geboekt[8]."

- „Zwischen dem Dnjepr und Tichauffy haben die unter dem Befehl des Generals der Infanterie von Tippelskirch und des Generals der Artillerie Martinek stehenden Truppen in siebentägigen schweren Kämpfen Durchbruchsversuche von 17 feindlichen Schützendivisionen, einer motorisierten und zweier Panzerbrigaden vereitelt und damit einen hervorragenden Abwehrerfolg errungen[3]."

## Publicaties
- (de)  Geschichte des Zweiten Weltkriegs, Athenäum-Verlag Junker und Dünnhaupt, Bonn 1951; 2., neu bearbeitete Auflage. Athenaeum-Vrlag. Bonn, 1956
- (de)  Die Spanier in Marokko 1911–1913. In: Vierteljahrshefte für Truppenführung und Heereskunde. (Hrsg. von Großen Generalstab), 2/1914.
- (de)  Rezensionen der Geschichte des 2. Weltkrieges. Mitautor W. Hahlweg, 1954
- (de)  Operativer Überblick über den Feldzug 1939 in Polen. In: WWR. 6/1954.
- (de)  Operative Führungsentschlüsse in Höhepunkten des Landkrieges. (Zonder plaats- en datumsbepaling)